# Archaeornithoides
Archaeornithoides là một chi khủng long, được Elzanowski & Wellnhofer mô tả khoa học năm 1992.